# Enciána
Az Enciána német eredetű női név, az encián virág nevéből származik. Ennek eredete a latin gentiana, amely a növénynemzetség neve is.

## Gyakorisága
Az 1990-es években szórványos név, a 2000-es években nem szerepel a 100 leggyakoribb női név között.

## Névnapok
- június 9.[2]
- december 11.[2]